# Gomphidiaceae
Gomphidiaceae Maire ex Jülich, 1982 è una famiglia di funghi basidiomiceti appartenente all'ordine Boletales.

## Generi di Gomphidiaceae
Il genere tipo è Gomphidius Fr., altri generi inclusi sono:
- Chroogomphus
- Cystogomphus
- Gomphogaster